# Mikael Nord Andersson
Krång Rolf Lennart Mikael "Nord" Andersson, född 28 oktober 1959 på Sollerön i Dalarna, är en svensk musiker, gitarrist, låtskrivare och musikproducent.

## Biografi
Andersson är känd för sitt samarbete med producenten Martin Hansen. Duon ägde musikstudion NordHansen Studio som låg i Bromma, Stockholm där de samarbetade som producenter från 1997 och producerade många album, bland mycket annat tre album för den finländska rockgruppen The Rasmus samt Ana Johnssons hitsingel We Are från soundtracket till Spider-Man 2. Andersson är även studio- och livemusiker och har spelat med bland andra Roxette, Ulf Lundell och Björn Skifs. Han började intressera sig för musik redan när han var tolv år då han spelade i lokala pop- och rockgrupper.
Smeknamnet Nord kom till för att skilja honom från musikern Micke ”Syd” Andersson. Bägge lade helt enkelt till varsitt väderstreck i namnet.
2022 startar han skivbolaget och musikförlaget A Flat Record tillsammans med IT entreprenören och trummisen Ulf Magnusson, före detta medlem i Mighty Band och grundare av Itera Consulting AB.

### Familj
Mikael Nord Andersson är gift med författaren Karin Alvtegen.

## Diskografi

### Album
- 1983: Inga änglar kvar i sta'n (Micke Andersson's Drop-outs, Epic 25642)
- 1986: Efter elden (CBS 26246)
- 1987: Eldorado. Äventyret fortsätter... (diverse artister, Sonet SLP-2788)
- 1992: Nord (WEA 4509-90369-4)
- 1993: Andersson & Norberg (Paraphon PPCD 01)

### Singlar
- 1985: Ensam i natten/Spår av röster (CBSa 4864)
- 1986: Längtar/När dagen är slut (CBSa 6694)
- Singlar med gruppen Guran, Nyberg & Nord
- 2023: Tankar i Havanna  (A flat record 0155)
- 2023: Valet  (A flat record 0158)
- 2023: Sådan herre  (A flat record 0160)
- 2023: Evelina  (A flat record 0163)
- 2024: Juanita  (A flat record 0167)
- 2024: Flickan från landet i norr  (A flat record 0170)
- 2024: Älska mig nu (A flat record 081)

## Som producent

### Album
- 1992: Grymlings - Grymlings II
- 1998: Anna-Lotta Larsson - Just vid den här tiden
- 2000: Sven-Ingvars	- Retro aktiv
- 2000: Christina Lindberg - Andra tider & andra vägar
- 2001: Lasse Berghagen - Som en blänkande silvertråd (även som låtskrivare)
- 2001: Blandade artister - Plura 50, en hyllningsplatta
- 2001: Niklas Strömstedt - Du blir du jag blir jag
- 2001: Sofi Bonde - One (även som låtskrivare)
- 2001: The Rasmus - Into
- 2002: Björn Skifs - Ingen annan (även som låtskrivare)
- 2003: The Rasmus - Dead Letters
- 2003: Monia Sjöström - Söderns hjärtas ros (även som låtskrivare)
- 2005: Sven-Ingvars - Guld & glöd
- 2005: The Rasmus - Hide from the Sun
- 2010: Scorpions - Sting in the Tail
- 2015: Scorpions - Return to Forever

### Singlar
- 2004: Lambretta - Chemical
- 2004: Ana Johnsson - We Are, I'm Stupid, Black Hole
- Med Gruppen Guran, Nyberg & Nord
- 2023: Tankar i Havanna  (A flat record 0155)
- 2023: Valet  (A flat record 0158)
- 2023: Sådan herre  (A flat record 0160)
- 2023: Evelina  (A flat record 0163)
- 2024: Juanita  (A flat record 0167)
- 2024: Flickan från landet i norr  (A flat record 0170)
- 2024: Älska mig nu (A flat record 081)